# Park Ridge, Illinois
Park Ridge este un oraș în comitatul Cook statul federal Illinois, SUA. El este o suburbie a orașului Chicago, aparținând de zona metropolitană Chicago. Orașul are suprafața de 8.4 km² și avea în 2000, 37.775 loc.

## Demografie
După datele recensământului din anul 2000 din numărul de 37.775 loc. 

- 95.4% sunt albi
- 0.2% afro-americani
- 2.9% latino
- 2.7% asiatici
- 0.9% amerindieni
- 0.7% alte grupări etnice

## Clima
| Date climatice pentru Park Ridge, Illinois | Date climatice pentru Park Ridge, Illinois | Date climatice pentru Park Ridge, Illinois | Date climatice pentru Park Ridge, Illinois | Date climatice pentru Park Ridge, Illinois | Date climatice pentru Park Ridge, Illinois | Date climatice pentru Park Ridge, Illinois | Date climatice pentru Park Ridge, Illinois | Date climatice pentru Park Ridge, Illinois | Date climatice pentru Park Ridge, Illinois | Date climatice pentru Park Ridge, Illinois | Date climatice pentru Park Ridge, Illinois | Date climatice pentru Park Ridge, Illinois | Date climatice pentru Park Ridge, Illinois |
| Luna | Ian                                        | Feb                                        | Mar                                        | Apr                                        | Mai                                        | Iun                                        | Iul                                        | Aug                                        | Sep                                        | Oct                                        | Nov                                        | Dec                                        | Anual                                      |
| --- | ------------------------------------------ | ------------------------------------------ | ------------------------------------------ | ------------------------------------------ | ------------------------------------------ | ------------------------------------------ | ------------------------------------------ | ------------------------------------------ | ------------------------------------------ | ------------------------------------------ | ------------------------------------------ | ------------------------------------------ | ------------------------------------------ |
| Maxima istorică °F (°C) | 67.0 (19,4)                                | 75.0 (23,9)                                | 88.0 (31,1)                                | 91.0 (32,8)                                | 98.0 (36,7)                                | 104.0 (40)                                 | 105.0 (40,6)                               | 102.0 (38,9)                               | 101.0 (38,3)                               | 94.0 (34,4)                                | 81.0 (27,2)                                | 71.0 (21,7)                                | 105 (40,6)                                 |
| Maxima medie °F (°C) | 30 (−1)                                    | 35 (2)                                     | 46 (8)                                     | 58 (14)                                    | 70 (21)                                    | 79 (26)                                    | 84 (29)                                    | 81 (27)                                    | 74 (23)                                    | 62 (17)                                    | 47 (8)                                     | 34 (1)                                     | 58 (14,6)                                  |
| Minima medie °F (°C) | 14 (−10)                                   | 19 (−7)                                    | 29 (−2)                                    | 38 (3)                                     | 47 (8)                                     | 63 (17)                                    | 62 (17)                                    | 54 (12)                                    | 42 (6)                                     | 42 (6)                                     | 32 (0)                                     | 20 (−7)                                    | 38,5 (3,6)                                 |
| Minima istorică °F (°C) | −27 (−32.8)                                | −21 (−29.4)                                | −12 (−24.4)                                | 7.0 (−13.9)                                | 27.0 (−2.8)                                | 35.0 (1,7)                                 | 45.0 (7,2)                                 | 42.0 (5,6)                                 | 29.0 (−1.7)                                | 14.0 (−10.0)                               | −2 (−18.9)                                 | −25 (−31.7)                                | −27 (−32,8)                                |
| Precipitații inches (mm) | 1.73 (43.9)                                | 1.87 (47.5)                                | 2.50 (63.5)                                | 3.38 (85.9)                                | 3.68 (93.5)                                | 3.45 (87.6)                                | 3.7 (94)                                   | 4.9 (124)                                  | 3.21 (81.5)                                | 3.15 (80)                                  | 3.15 (80)                                  | 2.25 (57.2)                                | 33,82 (859)                                |
| Sursă: <Park Ridge, Illinois Weather= >weather.com. „Park Ridge, Illinois Weather”. Park Ridge, Illinois Weather Data. Open Publishing. Accesat în 24 februarie 2014. |                                            |                                            |                                            |                                            |                                            |                                            |                                            |                                            |                                            |                                            |                                            |                                            |                                            |

## Personalități marcante
- Karen Black, actriță